# Reinhold Münzenberg
Reinhold Münzenberg (25. ledna 1909 – 25. června 1986) byl německý fotbalista. Hrál na pozici obránce. Reprezentoval Německo v letech 1930–1939 ve 41 zápasech. Na MS 1934 nastoupil v zápase o třetí místo, ve kterém se Německo utkalo s Rakouskem a zvítězilo 3:2. Byl i na soupisce Německa na MS 1938, do žádného záspasu zde však nenastoupil. Německo též reprezentoval na Letních olympijských hrách 1936.